# Storenosoma supernum
Storenosoma supernum är en spindelart som beskrevs av Davies 1986. Storenosoma supernum ingår i släktet Storenosoma och familjen mörkerspindlar.
Artens utbredningsområde är Queensland. Inga underarter finns listade i Catalogue of Life.